# Benzoylfluorid
Benzoylfluorid ist eine chemische Verbindung, die formal das Fluorid der Benzoesäure darstellt. Sie wurde erstmals 1863 von Alexander Borodin beschrieben.

## Gewinnung und Darstellung
Benzoylfluorid kann aus Benzoylchlorid oder Benzoesäureanhydrid und Kaliumfluorid gewonnen werden. Alternativ kann es unter hoher Ausbeute mit Niob(V)-oxid als Katalysator aus Benzotrifluorid dargestellt werden.

## Verwendung
Benzoylfluorid kann als ionische Flüssigkeit, als Depolymerisationsreagenz für Silikone sowie als Synthesegrundstoff verwendet werden.